# Nikos Sismanidīs
Nikos Sismanidīs (in greco Νίκος Σισμανίδης?; 12 maggio 1945) è un ex cestista e allenatore di pallacanestro greco.

## Carriera
Con la Grecia ha disputato tre edizioni dei Campionati europei (1965, 1969, 1973).

## Palmarès
- Campionato greco: 2

Olympiakos: 1975-76, 1977-78